# Pozorrubio de Santiago
Pozorrubio de Santiago, denominado anteriormente Pozorrubio, es un municipio español de la provincia de Cuenca, en la comunidad autónoma de Castilla-La Mancha. Tiene un área de 44,66 km² con una población de 345 habitantes (INE 2015) y una densidad de 7,95 hab/km².

## Toponimia
El nombre de Pozorrubio aparece durante la reconquista relacionado con las características del territorio donde se crea por parte de la Orden de Santiago la Encomienda de Pozo Rubio, localizado en torno a un antiguo pozo-noria de origen árabe ubicado en un terreno de color rojizo (rubio o rojizo procede del latín rubeum) debido a la cantidad de agua subterránea. 
¿Pozo Rubio o Pozorrubio?, en la mayoría de documentos históricos aparece como Pozo Rubio, en algún documento del siglo XIX o principios del XX aparece como “Pozorrubio”. Hoy en día suele escribirse más de esta forma, pero en realidad es igualmente válido escribirlo de las dos formas.
El apelativo “de Santiago” viene ligado a la pertenencia de Pozorrubio a la Orden de Santiago.

## Historia
El origen del Pozorrubio de Santiago actual se encuentra en la creación por parte de la Orden de Santiago en el siglo XIII de la Encomienda de Pozorrubio, no obstante existen vestigios que demuestran que el territorio que abarca el término municipal de Pozorrubio de Santiago ha sido testigo de la presencia de los diferentes pueblos que han ido estableciéndose a lo largo de la historia en la península ibérica.
En el siglo III a. C. existió un antiguo poblado íbero enclavado en el entorno del llamado “Pozo de la Celadilla”, especie de altozano, ideal para la defensa. Este asentamiento pasaría posteriormente a ser romanizado, apareciendo mencionado en la obra Divisio Mundi como Pateus Altus (Pozo Alto), el cual era un pueblo de paso de la vía romana que venía desde Laminium (Daimiel) para alcanzar el valle del Cigüela hasta Segóbriga. En el entorno de la conocida “Cueva de los Moros”, hoy prácticamente inaccesible, de treinta metros de profundidad, se han encontrado restos de la existencia de una antigua villa romana, dicha cueva según las investigaciones se trataba de la bodega de una casa-palacio romana. La existencia de minas de espejuelo (yeso cristalizado que los romanos se utilizaba para cubrir los ventanales) en Torrelengua (Las Simas) es otra prueba de la demuestran la presencia de la civilización romana en Pozorrubio de Santiago.
La existencia de pozos-noria de origen árabe en la antigua zona de las huertas, en la plaza, en casas o cercanías del pueblo, y por la existencia del barrio de El Arrabal, barrio marginal al núcleo de población, donde los musulmanes relegaban a los cristianos o judíos rebeldes a su religión y a sus costumbres, dejan evidencia de la presencia árabe en estas tierras de Pozorrubio.
Con el inicio de la reconquista en el siglo VIII, los reinos cristianos comenzaron a conquistar los territorios de la península ibérica invadidos por los musulmanes. La conquista del territorio de Pozorrubio por parte de los cristianos fue dentro de la conquista del reino taifa de Toledo al que perteneció, en el siglo XI.
Desde el siglo XII los reyes organizaron las órdenes militares cristianas destinadas a combatir a los musulmanes, tanto en el aspecto de su religión, como para la reconquista de los territorios ocupados por ellos. Mediante cuantiosas donaciones económicas como de propiedades, las órdenes consiguieron atender a las necesidades de sus fines y repoblar y administrar los territorios reconquistados.
Mediante la bula papal de 5 de julio de 1175 se confirma la Orden de Santiago, Orden militar, con Priorato en Uclés, la cual creó la Encomienda de Pozorrubio, perteneciente al Común de La Mancha y que formó parte de la Cámara de los Privilegios de la Orden porque a cargo del Comendador de esta Encomienda estaba el Archivo de la Orden o la Cámara donde se guardaban los privilegios de ella. 
La repoblación de Pozorrubio tras la reconquista tuvo que producirse durante la segunda mitad del siglo XIII con población cristiana procedente de los reinos del norte, y es posible que su iglesia comenzase a construirse a finales de siglo o principios del XIV, con una torre y una pequeña iglesia.

## Patrimonio Histórico
Pozo de la Celadilla
Pozo íbero-romano del siglo III a. C., empedrado con grandes moles de piedra y dos arcos cruzados interiores también de piedra con cuatro brocales.
Celadilla deriva de celada o lugar de vigilancia, lo que indica que la localización del antiguo pueblo de Pozo Alto tenía relación con la visibilidad y vigilancia para la defensa, al ser la zona más alta del pueblo, adecuada para la tránsito hacia Segóbriga.
Ermita del Calvario
Excavada en tierra, próxima al Pozo de la Celadilla, es probable que esta Ermita fuera el Santuario o lugar de culto de los antiguos pobladores de la época ibero-romana. Posteriormente fue utilizado por la Orden de Santiago hasta la inauguración de la Iglesia actual, abandonándose después por lo que ha permanecido semiderruido.
En el año 1996, a iniciativa del párroco Don Patrocinio Muñoz, la Hermandad del Santo Entierro de Cristo, con la colaboración de vecinos del pueblo, llevó a cabo la reconstrucción de este lugar, construyendo una muy digna Ermita, donde se pueden observar sagradas imágenes colocadas en las hornacinas ya existentes antes de esta reforma. Fue inaugurado el 23 de marzo de 1997.
Iglesia Parroquial de Santiago Apóstol
La Iglesia Parroquial tiene la advocación de Santiago Apóstol, por influencia de la Orden militar bajo cuya jurisdicción estaba. El templo fue consagrado el 28 de diciembre de 1578, y levantado sobre otro anterior de los siglos XIII-XIV. Se trata de una construcción sólida, de proporciones irregulares, en la que se alternan varios estilos artísticos, desde el renacentista al neoclásico. El actual edificio fue reconstruido en el siglo XVIII, debido al estado ruinoso que sufría y al terremoto de Lisboa de 1755.  En el exterior tiene muros de buena mampostería, con contrafuertes de sillería, y torre cuadrada de dos cuerpos, adosada al muro del Poniente. El interior se organiza en una única nave de planta rectangular y tres tramos apilastrados, cubierta por bóveda de cañón con lunetos. El ábside es semicircular y se cierra con bóveda de horno, en la que se abre un original ojo de buey para la iluminación. En el muro Norte se abre la capilla de la Inmaculada Concepción, cubierta con cúpula de media naranja sobre pechinas y rica decoración de yeserías policromadas.
Los distintos retablos que embellecen el interior, son de mediados del pasado siglo XX, ya que los originales desaparecieron durante la Guerra Civil. De entre todos ellos, destaca el grandioso retablo mayor, de estilo neoclásico, construido en madera y estuco dorado y policromado. Consta de banco y cuerpo principal. La calle central está presidida por un gran lienzo de la aparición de la Virgen del Pilar al Apóstol Santiago. 
Son de destacar, por su valor artístico, la pila bautismal y la pila del agua bendita, ambas labradas en piedra, y datadas en el siglo XVI. La primera tiene una gran copa con gallones y decoración de querubines. La segunda es ovalada, con decoración de gallones y motivos alusivos a la Orden de Santiago.
Ermita de Ntra. Sra. de la Soledad
Se trata de un recoleto edificio, cuyos orígenes parecen estar en el siglo XVI, aunque la actual fábrica conservada data del XVIII. Tiene un espacioso atrio a la entrada, y consta de planta rectangular, con nave única de dos tramos apilastrados, cubierta con bóveda de cañón con lunetos y cúpula de media naranja sobre pechinas. En el exterior, destaca el ábside poligonal con machones, y la galería de arcos, que se encuentra adosada en uno de los muros laterales, típica de las ermitas de estas tierras. En el interior, sobresale, en el presbiterio, el pequeño retablo neoclásico de estuco policromado imitando mármoles. Acoge la devota imagen (de candelero) de Nuestra Señora de la Soledad, patrona de Pozorrubio, reconstruida tras su desaparición en la guerra civil española.
Ermita de San Gregorio Nacianceno
La Ermita de San Gregorio fue inaugurada el 9 de mayo de 1960 por el entonces Obispo de Cuenca Don Inocencio Rodríguez Diez. Tiene una original planta hexagonal con sacristía anexa. Está construida toda ella en piedra,  en el mismo lugar donde se levantaba la antigua ermita destruida durante la Guerra Civil de 1936. En ella se encuentra en una hornacina la imagen de San Gregorio Nacianceno, patrón de Pozorrubio y alcalde honorario y perpetuo,  de gran devoción en el municipio.
Casa de los Portillos
Importante casa – palacio del siglo XVI, levantada en la Calle de San Francisco, como residencia de la Familia Portillo, con reformas en el siglo XVIII, presenta una interesante fachada con puerta adintelada, balcón y escudo interrumpiendo el alero, sistematización horizontal y vertical con huecos, y bajo la cornisa un friso decorado con triglifos y metopas.
Ayuntamiento (Casa Consistorial)
El edificio del Ayuntamiento fue reconstruido en los años 1995 y 1996 respetando el modelo de la fachada del edificio histórico del siglo XVII. Consta de una galería de arcos de medio punto en la parte baja y de balcón corrido en la planta alta. La cubierta alberga un reloj con espadaña metálica y campana.
Pozo del Pilar
Situado en la Plaza de la Constitución, hoy en día clausurado, no lodado. Este pozo tiene su origen en el traslado de la población del cerro de la Celadilla a la ubicación actual.
Se trataba de un pozo de no mucha profundidad (15 metros) de donde una noria movida por un mulo o asno en un principio extraía el agua y la conducía a cinco pilones de piedra, posiblemente de estas pilas derive su nombre. El agua se depositaba en un pilón central por un caño de hierro y de esta pilón se distribuía a los demás mediante unas muecas o canales existentes en los laterales.
Fuente de El Pilarejo
Fuente de doble caño situada a la salida del pueblo hacia Villamayor de Santiago. Su nombre pudiera derivar de “pilar pequeño” o “pilar alejado del núcleo de población”, parece más probable lo primero, puesto que antes existía el Pozo del Pilar. 
Fue construida en el año 1764 y su agua procede de dos manantiales, uno del cerro donde se sitúa el pozo de la celadilla y otro de un cerro más cercano a la fuente.
Casa-Convento de la Orden de Santiago de Torrelengua
Ubicada en Torrelengua, finca localizada a cinco kilómetros de Pozorrubio, se trata de una Casa-Conventual de la Orden de Santiago, del siglo XIV, de estilo renacimiento-herreriano, austero y sencillo, es de forma rectangular, con paredes de piedra (de sillería en los ángulos) y dos plantas; tiene un claustro con sus arcos y columnas de piedra en la base y una galería que lo rodea en la planta superior, protegida con una barandilla de hierro y a la que dan habitaciones. Alberga una importante capilla con cúpula de media naranja sobre tambor pechinas y precioso retablo de madera, con su coro, una cueva o bodega, un granero y una gran puerta de madera en la entrada que permite el paso de carruajes.
Plaza de Toros
En la entrada por Horcajo de Santiago, donde hoy existe una urbanización de chalets, existió una plaza de toros pequeña, construida con paredes de tierra y con todas las dependencias adecuadas de un coso taurino.

## Fiestas y costumbres
Fiestas Patronales de la Virgen de la Soledad
La Fiestas Patronales en honor a la Virgen de la Soledad tienen lugar el penúltimo fin de semana del mes de agosto. 
La programación de las Fiestas de la Soledad está formada por diferentes actos tanto de carácter religioso como lúdico, entre los que cabe destacar el pregón, la ofrenda de flores a la Patrona y el castillo de fuegos artificiales el día de la Víspera, la espectacular mascleta y la solemne procesión de Nuestra Señora del día de La Función, la misa del ausente (donde se pide por todos los vecinos que no han podido asistir a las Fiestas), el galopeo y la corrida de toros del Domingo y la comida de la vaca del lunes, último día de la fiesta.
Breve Historia de la Virgen de la Soledad y su Cofradía
La antigüedad de esta advocación mariana en Pozorrubio, no se sabe exactamente, pero se sospecha que pudiera ser anterior al año 1689, fecha del documento más antiguo en el que aparece con este nombre en los archivos de la iglesia parroquial. En las Relaciones de Felipe II, se habla de guardar la fiesta de Ntra. Sra. de la Paz, advocación más vinculada a la vecina diócesis de Toledo.  La elección de la Virgen de la Soledad como Patrona de la Villa, podría estar relacionada con la creciente devoción que su imagen fue inspirando en los hijos de Pozorrubio, y por los muchos favores y milagros que dicha imagen hiciera, una vez que su ermita, enclavada en un bello paraje, extramuros del pueblo, fuera concurrido lugar de visita y peregrinación. El 12 de mayo de 2012 Ntra. Sra. de la Soledad fue nombrada Alcaldesa Honoraria y Perpetua de la Villa de Pozorrubio de Santiago.
La Cofradía de Hermanas Camareras de la Virgen de la Soledad, fue fundada en mayo de 1987, compuesta exclusivamente por mujeres, con el principal fin de fomentar el amor y culto a la Virgen y garantizar el cuidado de Su Sagrada Imagen, así como la conservación y mantenimiento de su Ermita.
La Cofradía de Hermanas Camareras de la Virgen de la Soledad fue erigida canónicamente como asociación pública de fieles el 18 de octubre de 2010.
La fe y devoción por la Virgen de la Soledad es la gran herencia que los pozorrubieros del ayer nos dejaron a los del hoy y que los del hoy dejaremos a los del mañana, Ella es nuestra fortaleza, nuestro refugio y nuestra esperanza.
Fiestas Patronales de San Gregorio Nacianceno
El segundo fin de semana del mes de mayo tienen lugar las Fiestas Patronales en honor a San Gregorio Nacianceno (antiguamente los días 8, 9 y 10 de mayo). 
La programación de las Fiestas de San Gregorio está formada por diferentes actos tanto de carácter religioso como lúdico, entre los que cabe destacar la noche de la Víspera con el castillo de fuegos artificiales y la subida de la imagen de San Gregorio a la iglesia, la procesión de San Gregorio donde se realiza el encarado del santo y el traspaso de la garrota del día grande de las Fiestas y la ya tradicional, comida de paella que se celebra el domingo de la fiesta en la ermita del santo donde acuden todos los vecinos.
Breve historia de San Gregorio Nacianceno y su Hermandad
San Gregorio Nacianceno, Padre de la Iglesia del siglo IV, fue un ilustre teólogo,  orador y defensor de la fe cristiana. San Gregorio afirma que la teología no es una reflexión puramente humana, sino que nace de una vida de oración y de santidad, de un diálogo asiduo con Dios. En el silencio contemplativo, entretejido de estupor ante las maravillas del misterio revelado, el alma descubre la belleza y la gloria divina.
San Gregorio Nacianceno, fue elegido Patrón y protector de Pozorrubio de Santiago por sus antepasados, con motivo de haber protegido el campo y liberado los viñedos de una plaga de gusano revoltón (arrevolvedor de los antepasados o filoxera) a finales del siglo XV. El 12 de mayo de 2012, San Gregorio Nacianceno, fue nombrado Alcalde Honorario y Perpetuo de la Villa de Pozorrubio de Santiago.
La Hermandad de San Gregorio Nacianceno de Pozorrubio de Santiago, que existió como tal a mediados del siglo XX, fue refundada el 9 de octubre de 2010, como fruto del fervor a San Gregorio que se ha trasmitido de generación en generación en Pozorrubio, como lo testifica la ermita en su honor, y el eterno agradecimiento que este pueblo tiene a su Patrón, que desde hace más de 500 años le venera por su milagrosa intercesión.
La Hermandad de San Gregorio Nacianceno fue erigida canónicamente como asociación pública de fieles el 16 de diciembre de 2010.
San Gregorio Nacianceno es la Antorcha Luminosa que siempre guía a esta villa de Pozorrubio de Santiago hacia La Verdad.
Romería de San Isidro Labrador
Heredada de los agricultores de Pozorrubio, el siguiente fin de semana de las Fiestas de San Gregorio tienen lugar la Romería en honor a San Isidro Labrador. 
Durante la Romería de San Isidro cabe destacar la procesión, donde tiene lugar la bendición de todos los campos.
Jueves Lardero
Jueves Lardero tiene lugar el jueves anterior al Miércoles de Ceniza. Consiste en preparar una comida a base de tortilla de patata, chorizo y como pan la tradicional “rosca” de pan sobado. Como postre nunca faltan las famosas “rosquillas tontas” que se fríen en sartén, además de las naranjas y otras frutas. En este día los jóvenes se reúnen en pandas o grupos de amigos y si hace buen tiempo salen a comer al campo o si el tiempo está revuelto piden las casas viejas del pueblo y la arreglan para ir a comer ese día. 
Los chicos se pintan los bigotes y se disfrazan y a partir de este día de Jueves Lardero dan comienzo los carnavales que se prolongan hasta el miércoles de Ceniza, terminando con el entierro de la sardina.
Los Carnavales
Los Carnavales también son una fiesta muy popular en Pozorrubio y se celebra desde hace mucho tiempo. Los jóvenes y mayores forman comparsas y se juntan en casas para preparar las canciones y trajes de carnaval, con sus críticas y chirigotas, para lucirlos el día del Carnaval.
Semana Santa
La Semana Santa de Pozorrubio de Santiago es una viva muestra de la profunda fe cristiana de este pueblo. El Camino de la Estación, camino que parte de la Fuente del Pilarejo hasta el Calvario junto con la iglesia y las calles céntricas del pueblo constituyen el marco por excelencia de la Semana Santa de Pozorrubio.
La Hermandad del Santo Entierro de Cristo, fundada en el año 1993, es la asociación que se ocupa especialmente de la organización y mejora de la Semana Santa de Pozorrubio y cuya participación más importante tiene lugar en la Procesión del Santo Entierro del Viernes Santo. Dicha Hermandad también se ocupa del mantenimiento de la Ermita del Calvario y Sepulcro, de la cual llevó a cabo su restauración en 1997.
Las diferentes procesiones y lo que se puede considerar como la seña de identidad de nuestra Semana Santa: “El Cántico de la Pasión”, una tradición muy antigua, posiblemente heredada del medievo, que consiste en el cántico de la pasión de Jesucristo al son de una bocina y un tambor, constituyen el patrimonio vivo de nuestros antepasados y reflejan, con toda pureza, la fe de este pueblo.
Los Mayos
Los mayos son canciones tradicionales y netamente españolas. Su antigüedad se remonta a la época de los trovadores de la Edad Media y a través de los siglos conservan su sabor de origen.
Cantar “los mayos” a la Virgen y a las doncellas, tiene un trasfondo costumbrista digno de tener en cuenta.
En Pozorrubio el “primer mayo” se canta el día 30 de abril a las doce de la noche en la puerta de la iglesia y dirigiéndose a la Virgen María, solicitando su licencia para cantar los mayos, el “segundo mayo” se canta al Párroco, el “tercer mayo” al Alcalde y el “cuarto mayo” al Juez de Paz. Después, todo el grupo de cantores se concentran en un bar y, allí mismo, acaban la fiesta. 
Antiguamente los mozos solían cantar los mayos a las jóvenes o doncellas que trataban pretender y se cantaban durante toda la noche, casa por casa y con una pintura de colores hacían una especie de ramo en la puerta, escribiendo lo que pretendían de la moza o quizá, ensalzándola.

## Demografía
Pozorrubio cuenta con una población de 309 habitantes (INE 2024).
| Gráfica de evolución demográfica de Pozorrubio entre 1842 y 2021                                                    |
| |
| Población de derecho según los censos de población del INE Población de hecho según los censos de población del INE |